# Mesocco
Mesocco (en alemán Misox, en romanche Mesauc) es una comuna suiza del cantón de los Grisones, situada en la región de Moesa. Limita al norte con las comunas de Nufenen, Hinterrhein y Splügen, al este con Campodolcino (ITA-SO) y Madesimo (ITA-SO), al sur con Soazza, al suroeste con Rossa, y al oeste con Malvaglia (TI). Dentro de la comuna se encuentra la localidad de San Bernardino.